# El Refugio, Chilapa de Álvarez
El Refugio är en ort i Mexiko.   Den ligger i kommunen Chilapa de Álvarez och delstaten Guerrero, i den södra delen av landet, 210 km söder om huvudstaden Mexico City. El Refugio ligger 1 525 meter över havet och antalet invånare är 382.
Terrängen runt El Refugio är kuperad. Runt El Refugio är det ganska glesbefolkat, med 42 invånare per kvadratkilometer. Närmaste större samhälle är Chilapa de Alvarez, 5,3 km nordost om El Refugio. Omgivningarna runt El Refugio är en mosaik av jordbruksmark och naturlig växtlighet.